# Nolby Alpina SK

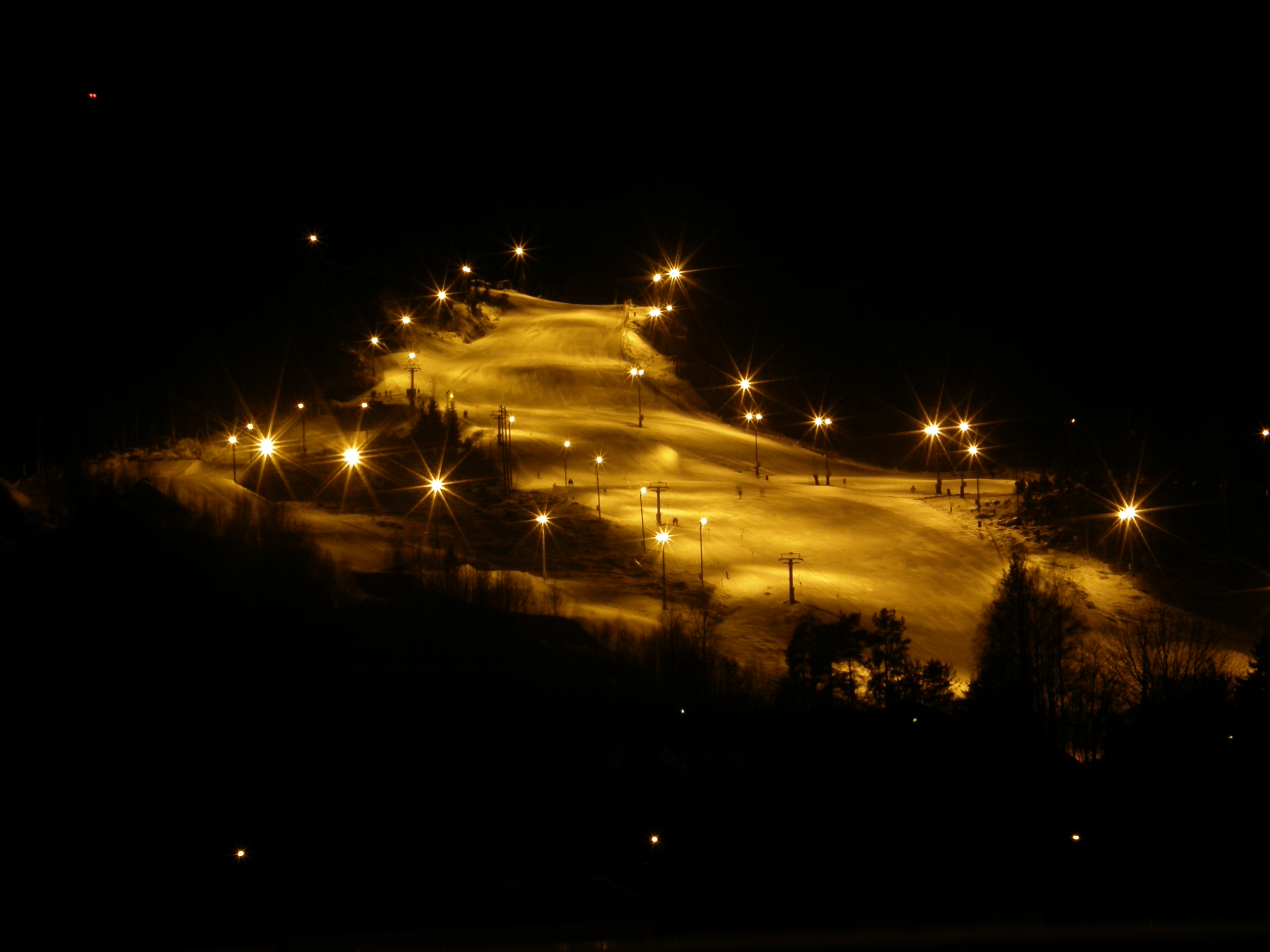
Nolbykullen på kvällen

Nolby Alpina SK är en alpin skidklubb verksam i Njurunda socken. Föreningen driver Nolbybacken i Kvissleby som har två liftar och fyra nedfarter.